# Жельно (озеро)
Жельно, устар. Желно — озеро в западной части Тверской области, расположено на территории Торопацкого сельского поселения Андреапольского района. Через озеро протекает Торопа, приток Западной Двины.
Расположено в 30 к северо-западу от города Андреаполь. Лежит на высоте 196 метров над уровнем моря. Имеет округлую форму. Длина озера 1,2 км, ширина до 0,76 км. Площадь водного зеркала — 0,8 км². Протяжённость береговой линии — 3,8 км.
Торопа втекает в восточную часть озера, вытекает из юго-западной. Ширина реки здесь более 25 метров. Рядом расположено схожее по размерам озеро Ладомиро, также относящееся к бассейну Торопы.
К северо-востоку от озера расположена деревня Жельно, в прошлом погост Жельно, где сохранились руины Успенской церкви 1764 года постройки.